# Barrage de Tehri
 (novembre 2017).
Le barrage de Tehri est le barrage le plus haut et le plus puissant d'Inde. Mis en service en 2006, il est construit sur la rivière Bhagirathi (l'un des deux tributaires du Gange), sur les contreforts de l'Himalaya, dans l’État de l'Uttarakhand au nord du pays. 
Barrage à vocation mixte, il permet à la fois l'irrigation de terres agricoles, l'alimentation de villes en eau potable et la production hydroélectrique. Cette dernière fonction est assurée par deux centrales hydroélectriques, une centrale conventionnelle, et une de pompage-turbinage, en construction. La puissance installée totale s'élève à 2 000 MW, dont 1 000 MW de pompage-turbinage.
Le barrage de Tehri est exploité par THDC India Limited (en), compagnie publique créée en 1988 pour l'occasion.
La construction de ce barrage a été extrêmement contestée du fait de ses impacts sociaux et environnementaux, donnant lieu à de nombreuses manifestations de la part des populations locales, lutte qui a également connu un écho international.

## Objectifs et financement
Un des principaux objectifs de la construction du barrage est la production hydroélectrique. En 2020, celui-ci achemine son courant dans 9 États du nord de l'Inde.
Le barrage de Tehri a également permis l'irrigation de 270 000 hectares de terres, et de conforter le schéma d'irrigation de 604 000 hectares supplémentaires.
Il fournit près de 7 millions de personnes en eau potable, en alimentant la ville de Delhi ainsi que plusieurs zones d'habitations en Uttar Pradesh à raison de 1,2 million de m3 par jour.
Enfin, la centrale de pompage-turbinage associée au barrage de Tehri a pour vocation de stabiliser le réseau électrique à large échelle, en adaptant finement la production à la demande.
La première phase du projet, correspondant à la construction du barrage et de la centrale hydroélectrique conventionnelle, a coûté plus de 75 milliards de roupies, soit environ 1 milliard de dollars.

## Caractéristiques

### Barrage
Le barrage de Tehri est un barrage en remblai mixte, constitué de terre et d'enrochement. Il est épais de 1 125 m à sa base, 25,5 à 30,5 m à son sommet, et long de 592 mètres. Sa hauteur de 260,5 m est remarquable : il était le huitième barrage le plus haut du monde à sa livraison en 2006, et occupait la onzième place en 2020. Le barrage est équipé d'un déversoir, contrôlé par deux vannes, capable d'évacuer un débit de crue de 15 540 m3/s.

### Centrales hydroélectriques

#### Centrale conventionnelle
La centrale hydroélectrique principale du barrage est entrée en service entre 2006 et 2007. Souterraine, elle dispose de 4 turbines Francis de 250 MW chacune, pour une puissance installée totale de 1 000 MW. Caractéristique notoire, celles-ci sont capables de fonctionner dans une large gamme de hauteurs de chute, pouvant varier de 90 m.
La production annuelle de cette centrale s'est élevée à 3 134 GWh en moyenne sur la période 2016-2019. Son facteur de charge a atteint 84,5% en 2018-2019, une valeur supérieure à l'objectif de 77% fixé par la Commission centrale de régulation de l'électricité.

#### Centrale de pompage-turbinage
La centrale de pompage-turbinage (STEP), également souterraine, est excavée dans la rive gauche de la Bhaghirathi, en aval du barrage. Elle dispose de 4 turbines Francis réversibles à vitesse variable de 250 MW chacune, totalisant 1 000 MW de puissance installée. Les turbines-pompes sont également capables de fonctionner sous des hauteurs de chute variant de 90 mètres. 
Le but de cette STEP est de fournir de l'électricité aux régions du nord de l'Inde lors des pointes de consommation journalières. Aux heures creuses à l'inverse, les turbines consommeront l'électricité excédentaire en fonctionnant en mode pompage, permettant le remplissage du réservoir supérieur,. Un accord de vente directe a été conclu avec les États de Delhi, de l'Haryana, de l'Uttarakhand et du Rajhastan, pour la fourniture de 1 000 MW d'électricité en heure creuse. La consommation électrique liée au pompage devrait s'élever à 1 652 GWh/an, et la production liée au turbinage à 1 322 GWh/an.
Le projet de pompage-turbinage a reçu l'aval du gouvernement fédéral en juillet 2006. Devant initialement entrer en service en 2018, celle-ci a toutefois souffert de nombreux retards et surcoûts. Le coût prévisionnel annoncé lors de la validation du projet en 2006 était de 16,57 milliards de roupies. Celui-ci a néanmoins été revu fortement à la hausse, passant à 29,79 milliards de roupies en 2010 puis à 48,36 milliards en 2019. Cette dernière révision du coût n'avait toujours pas été approuvée par le gouvernement en juin 2020. 36,7 milliards de roupies ont déjà été dépensés sur le projet en octobre 2020. Sa mise en service complète était annoncée pour juin 2022 en 2019, puis décembre 2022 en 2020.

## Barrage de Koteshwar
Le schéma de production hydroélectrique et d'irrigation du barrage de Tehri est complété depuis 2012 par le barrage de Koteshwar (en), situé 22 km en aval sur la Bhaghirathi.Il s'agit d'un barrage-poids de 97 m de haut, disposant d'une puissance installée de 400 MW, fournie par 4 turbines de 100 MW. Son lac de retenue forme en outre le réservoir inférieur du dispositif de pompage-turbinage du barrage de Tehri.
Les deux barrages et leurs trois centrales forment le complexe hydroélectrique de Tehri, totalisant 2 400 MW de puissance installée, essentiellement destinés à la production de pointe,. En 2009, la production électrique totale du complexe une fois achevé était estimée à 6,2 TWh/an.

## Chronologie
Construit en 1978, le barrage de Tehri a été commandité par le gouvernement de l'État d'Uttar Pradesh. 

## Opposition et controverse
Le projet a créé une vague de manifestations des habitants de la vallée de Tehri et des régions du Garhwal et du Kumaon, ces manifestations furent organisées avec l'aide du célèbre Sunderlal Bahuguna, un activiste et environnementaliste indien qui est originaire de la vallée de Tehri.
L'édification du barrage fut l'alarme qui déclencha les vagues de manifestations indépendantistes vis-à-vis de l'État d'Uttar Pradesh, ces manifestations créeront le futur État indien et himalayen d'Uttarakhand.[réf. nécessaire]